# Eduardo Ziede
Eduardo Humberto Ziede Gomez (Santiago, 31 de octubre de 1946-desaparecido, 15 de junio de 1974) fue un estudiante de Sociología militante del Movimiento de Izquierda Revolucionaria (MIR) y detenido desaparecido durante la dictadura militar. El caso judicial de Eduardo Ziede, más conocido como "Caso Ziede"fue el primer caso de DD.HH en que el dictador Agusto Pinochet habría sido condenado 

## Primeros años
Eduardo Humberto Ziede Gómez nació el 31 de octubre de 1946 en Santiago, Chile. Hijo de Virginia Gómez quien falleció cuando Eduardo era adolescente y de Eduardo Ziede Abud, descendiente de migrantes Libaneses. Desde la muerte de su madre, Eduardo vivió con su padre, sus tres hermanos menores y su madrastra. Estudió en distintos colegios como el Calasanz, el San Gabriel y el Hispano Americano,  Entre otros. Era conocido como el flaco Santiago por su figura esbelta y alta que superaba el metro noventa. siempre vestía con terno y corbata y lucía un bigote prominente. su educación superior la cursó estudiando  sociología en la Universidad de Chile  . A finales de 1968 se unió al Movimiento de Izquierda Revolucionaria (MIR), Estudiando Sociología comenzó una relación con Luisa Martínez, también militante del MIR, quien cuenta que se fijó inmediatamente en él cuando lo conoció en 1969. En febrero de 1971, Luisa y Eduardo se casaron y tuvieron su primer y único hijo Eduardo Miguel Ziede Martínez.
Luego de un tiempo Eduardo decidió abandonar sus estudios para dedicarse enteramente a sus labores políticas  

## Detención y desaparición

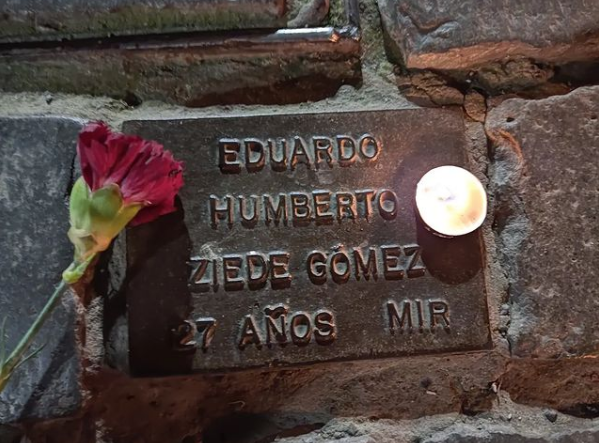
Placa en memoria de Eduardo Ziede a las afueras de Londres N°38

Eduardo Humberto Ziede Gómez, fue detenido en la mañana del día 15 de junio de 1974 en la vía pública en la intersección de Avenida Portugal con Porvenir de Santiago, por civiles pertenecientes a la DINA (Dirección de Inteligencia Nacional).
Horas más tarde, alrededor de las 21:30 horas de ese mismo día, tres individuos de civil, armados, que mostraron credenciales del Ejército de Chile, acudieron a la casa del afectado donde le informaron a su cónyuge que se encontraba detenido sin indicarle los motivos ni el lugar en que se hallaba.
Le hicieron entrega del reloj de su esposo y le pidieron fruta, cigarrillos y ropa. Luego allanaron la vivienda y se fueron, prohibiéndole que informara lo ocurrido. Entre los agentes ella pudo reconocer a Osvaldo Romo Mena, agente de la DINA que participó en numerosos operativos de detención.
Este mismo agente regresó dos días después, el 17 de junio, aproximadamente a las 19:30 horas acompañado esta vez por dos individuos, Basclay Zapata y Nelson "Negro" Paz. Quienes acusaron a la cónyuge de haber avisado de la detención porque habían esperado en vano la llegada de otra persona. Luego, procedieron nuevamente a registrar la casa.
En esos momentos llegó un hermano de Eduardo, menor de 15 años, quien, luego de enterarse de la situación, fue conducido por los agentes hasta una camioneta Chevrolet de color amarillo con toldo y su patente cubierta de barro que estaba estacionada cerca de la casa. Dentro de ella pudo ver a su hermano, con las manos esposadas y custodiado por otro agente.
En días posteriores, el padre de Eduardo recibió llamadas telefónicas de su hijo en tres oportunidades, en las cuales actuaba como intermediario Osvaldo Romo Mena.
En el mes de julio fue allanado el domicilio de los padres del detenido del cual incautaron textos de estudio y literatura; también la vivienda de su hermano Arturo desde donde se llevaron gran cantidad de zapatos, mercadería con la cual la familia iba a instalar un local comercial y que nunca recuperaron.
Eduardo Ziede Gómez permanece hasta hoy en calidad de detenido desaparecido.
Los familiares realizaron diversas gestiones de búsqueda sin obtener resultados positivos. El 19 de junio el General César Ruiz D., Rector de la Universidad de Chile, le habría informado a su padre que el afectado se encontraba detenido por los Servicios de Inteligencia.
Según el testimonio de Eliana Medina Vásquez, quien fue detenida el 11 de junio de 1974 permaneciendo algunos días en el recinto secreto de la DINA, ubicado en calle Londres N.º 38, Eduardo Ziede estuvo también en ese recinto. Ella lo vio en una ocasión y otra detenida le informó que se trataba de un militante del MIR conocido como el "Flaco Santiago"; tiempo después supo que se trataba de Eduardo Ziede. El 24 de junio, Eliana Medina y otras detenidas fueron trasladadas a Tres Álamos, hasta esa fecha el afectado permanecía aún en el recinto antes mencionado.
En julio de 1975 su nombre apareció en una nómina de 119 chilenos fallecidos en el extranjero, en supuestos enfrentamientos con efectivos de seguridad o entre ellos mismos debido a "rencillas internas". Esta nómina fue publicada por el diario "O'Dia" de Curitiba, Brasil y por el semanario "Lea" de Buenos Aires, Argentina; ambas publicaciones aparecieron ese día con el objetivo de dar a conocer esta noticia.
Tanto las autoridades argentinas como brasileñas manifestaron desconocer estos hechos. En tanto, el gobierno chileno tuvo que reconocer que no había constancia de estas supuestas muertes.
Todas las personas aparecidas en la nómina habían sido detenidos por efectivos de seguridad chilenos y se encuentran desaparecidos desde entonces.
De acuerdo a antecedentes recogidos posteriormente, Eduardo Ziede estaba vinculado políticamente con Marcela Sepúlveda Troncoso, militante del MIR detenida por agentes de la DINA el 26 de junio de 1974 y desaparecida desde esa fecha.

### Aparición en el caso de los 119
Eduardo Ziede fue parte del listado de la Operación Colombo también conocida como el caso de los 119 chilenos que fueron acusados de haberse eliminado entre sí. Esta fue una acción comunicacional de la DINA, donde se dio a conocer en la revista argentina "LEA" y en el periódico brasileño "O'DIA", una lista de 119 ciudadanos chilenos. Las investigaciones judiciales originadas a raíz de esa nómina permitieron concluir que se trataba de publicaciones que imprimieron un solo número, sin editor responsable y cuyas direcciones resultaron falsas. Los 119 nombres corresponden a personas detenidas por los servicios de seguridad y en particular por la DINA, las cuales se encontraban desaparecidas.

## Procesos judiciales

### En dictadura
- 24 de junio de 1974 se interpuso recurso de amparo en su favor, ante la Corte de Apelaciones de Santiago. Informa el Ministerio del Interior señalando que el afectado no se encuentra detenido por orden de alguna autoridad administrativa y esa Secretaría ignora su paradero. Después de reiterados Oficios, el Ministerio de Defensa informó, en octubre de 1974, que por tratarse de una persona no denunciada a la Justicia Militar, los informes correspondientes habían sido enviados al Ministerio del Interior. Esta Secretaría respondió ratificando la información entregada anteriormente.

- El 14 de noviembre de 1974, y considerando que de ambos informes se desprendía que el afectado no se encontraba privado de libertad, la Corte rechazó el amparo ordenando remitir los antecedentes al Juzgado del Crimen correspondiente.

- El 5 de febrero de 1975 se presentó denuncia por presunta desgracia, rol 91.192, ante el 6.º Juzgado del Crimen de Mayor Cuantía, Consultado SENDET, informó no registrar antecedentes del afectado. Comparecen el padre y la cónyuge de Eduardo Ziede; esta última identifica a uno de los aprehensores de su esposo como Osvaldo Romo,[1] dirigente poblacional de Lo Hermida y militante de la USOPO (Unión Socialista Popular) durante el gobierno de la Unidad Popular.

- El 20 de mayo, el Tribunal despachó en carácter de urgente la orden de investigar a la Prefectura de Investigaciones con el objetivo de averiguar el domicilio o paradero y oficio del mencionado Romo.

- El 14 de julio, la Sexta Comisaría Judicial envía informe firmado por el detective Waldo Olavarría y el Comisario Jefe José Pavez, en el que se señala que se consultó en el Departamento de Informaciones del Servicio de Investigaciones, donde se encontraron los siguientes datos: "Osvaldo Enrique Romo Mena en el año 1969 registra una dirección en Villa Lo Arrieta sin calle ni número, en el año 1972 registra una dirección en el Campamento Lulo Pinochet sin más antecedentes; en el mismo año fue candidato a diputado por la USOPO por la 24º Agrupación Departamental; además registra una ubicación y detención por la Brigada Aérea de Puerto Montt, como asimismo de la Guarnición General de la 1a. Zona Naval de Valparaíso y en la ASETEC de nuestro Servicio registra una Tarjeta de Control por el delito de hurto".

- El 3 de septiembre de 1975, el Juez Sr. Jorge Medina Cuevas declaró cerrado el sumario y resolvió sobreseer temporalmente la causa por no estar completamente comprobada la existencia de un delito; la resolución fue aprobada por la Corte el 8 de octubre de 1975.
- En noviembre de 1992 fue detenido en Chile el exagente de la DINA, Osvaldo Romo Mena, meses antes había sido descubierto en Brasil, donde residía con identidad falsa. A raíz de este hecho fue expulsado de dicho país y en Chile detenido a su arribo a Santiago. Fue ubicado durante la tramitación de un proceso por el detenido desaparecido Alfonso Chanfreau Oyarce. A diciembre de 1992 no se disponía de información que Romo pudiera haber entregado respecto a Ziede Gómez.[2]

### En democracia
- El juez Hernán Crisosto absolvió el día martes,18 de agosto de 2015  por estar muertos al dictador Augusto Pinochet y a seis exagentes de la policía secreta y condenó a 77 miembros de la Dirección de Inteligencia Nacional (DINA) por el secuestro calificado de Eduardo Ziede, detenido y desaparecido en 1974.

Se trata del primer caso de violaciones de los derechos humanos en el que Pinochet, si estuviera vivo, habría sido condenado.
Según informaron fuentes judiciales, en esta causa se dictó sobreseimiento definitivo, por muerte, a Pinochet, Osvaldo Romo Mena, Luis Urrutia Acuña, José Ampuero Ulloa, Orlando Inostroza Lagos, Luis Villarroel Gutiérrez y al general Manuel Contreras Sepúlveda. 
- El magistrado Crisosto condenó a penas de 13 años de cárcel a los generales retirados César Manríquez Bravo y Raúl Iturriaga Neumann, a los brigadieres Pedro Espinoza Bravo y Miguel Krassnoff Martchenko y al coronel Marcelo Moren Brito, en calidad de autores del delito de secuestro calificado. Todo ellos ya están en prisión, cumpliendo condenas por otros casos de violaciones de los derechos humanos.

En tanto, deberán cumplir 10 años de presidio, también como autores del delito de secuestro calificado, 37 exmiembros de la policía secreta, y en calidad de cómplices deberán cumplir 4 años de presidio, sin beneficios, otros 35 exagentes. 

#### Informe Rettig
Familiares de Eduardo Ziede presentaron su testimonio ante la Comisión Rettig, Comisión de Verdad que tuvo la misión de calificar casos de detenidos desaparecidos y ejecutados durante la dictadura. Sobre el caso Ziede, el Informe Rettig señaló que:

“El 15 de junio de 1974 fue detenido en la vía pública en Santiago por agentes de la DINA, el militante del MIR Eduardo Humberto ZIEDE GOMEZ. Luego fue llevado a su hogar por sus captores. El 26 de junio fue detenida la militante del FER (sección del MIR de estudiantes), Marcela Soledad SEPULVEDA TRONCOSO, quien se vinculaba políticamente con Eduardo Ziede, en su domicilio en Santiago, luego de una persecución a la familia, que incluyó la detención de la madre. La Comisión está convencida de que la desaparición de ambas víctimas fue obra de agentes del Estado, quienes violaron así sus derechos humanos.”.

### Nuevo proceso por la justicia chilena
- Operación Colombo: Corte Suprema condena a 30 exagentes de la DINA por secuestro calificado de estudiante de sociología[4]  La Corte Suprema acogió los recursos de casación en el fondo interpuesto por los querellantes y, en sentencia de reemplazo, condenó a 30 agentes de la disuelta Dirección de Inteligencia Nacional (DINA), por su responsabilidad en el delito de secuestro calificado del estudiante de sociología Eduardo Humberto Ziede Gómez, quien fue detenido el 15 de junio de 1974 en el marco de la denominada “Operación Colombo”, En el fallo (causa rol 21.337-2019), la Segunda Sala del máximo tribunal –integrada por los ministros y ministras Andrea Muñoz, Manuel Antonio Valderrama, Jorge Dahm, Leopoldo Llanos y María Teresa Letelier– estableció error de derecho en la sentencia recurrida, dictada por la Corte de Apelaciones de Santiago, que absolvió a 26 acusados y confirmó la de primer grado que los condenó como autores del homicidio.  El máximo tribunal condenó a César Manríquez Bravo, Pedro Octavio Espinoza Bravo y Raúl Eduardo Iturriaga Neumann a 13 años de presidio, por su responsabilidad como autores del delito. Finalmente, los condenados como autores Miguel Krassnoff Martchenko, José Fuentes Torres, Nelson Ojeda Obando y Nelson Paz Bustamante deberán cumplir 3 años de presidio, respecto de quienes no se presentaron recurso de casación por lo que se mantuvo a su respecto el fallo de segunda instancia.

## Legado

### Título póstumo entregado por la U. de Chile[5]

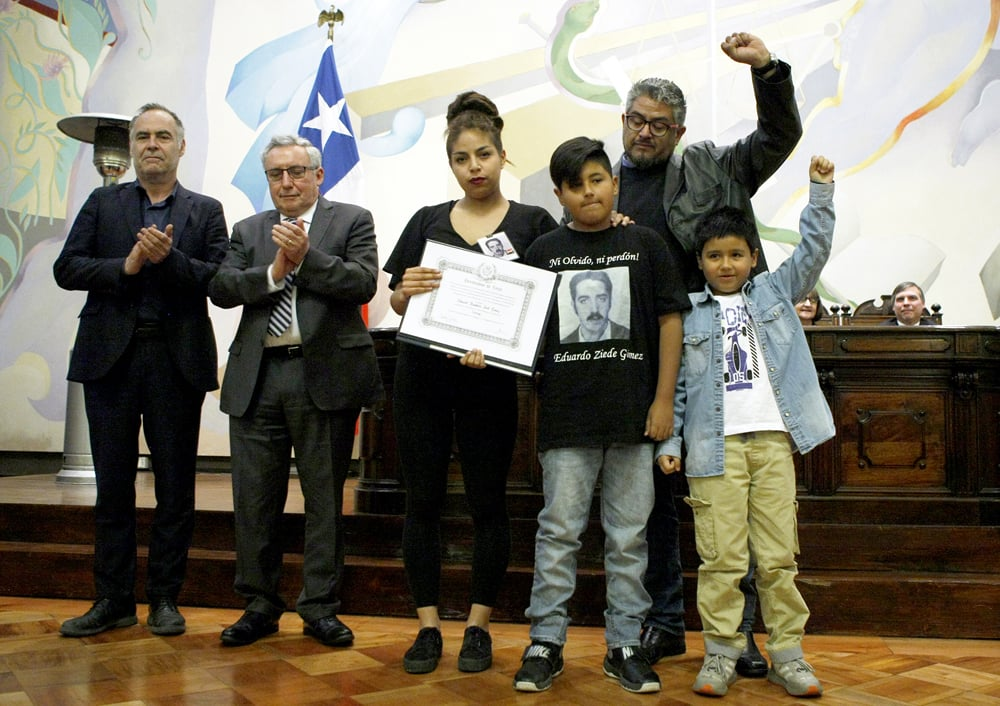
Familia de Eduardo Ziede recibiendo su titulo póstumo de sociología

El día martes 11 de septiembre del 2018 la Universidad de Chile otorgó títulos póstumos y simbólicos a 11 nuevos estudiantes, entre los que está Eduardo Ziede, quienes se sumaron a los otros 100 que ya lo recibieron a inicios del 2018, como parte de un compromiso institucional por la memoria, la reparación, la verdad y la justicia. El título póstumo lo recibió su hijo Eduardo Ziede Martínez (quien tenía 2 años al momento de la desaparición de su padre) y sus tres hijos (nietos de Ziede) Antonia Ziede, Camilo Ziede y Eduardo Ziede Bravo 

### Monumento conmemorativo Quinteros[6]

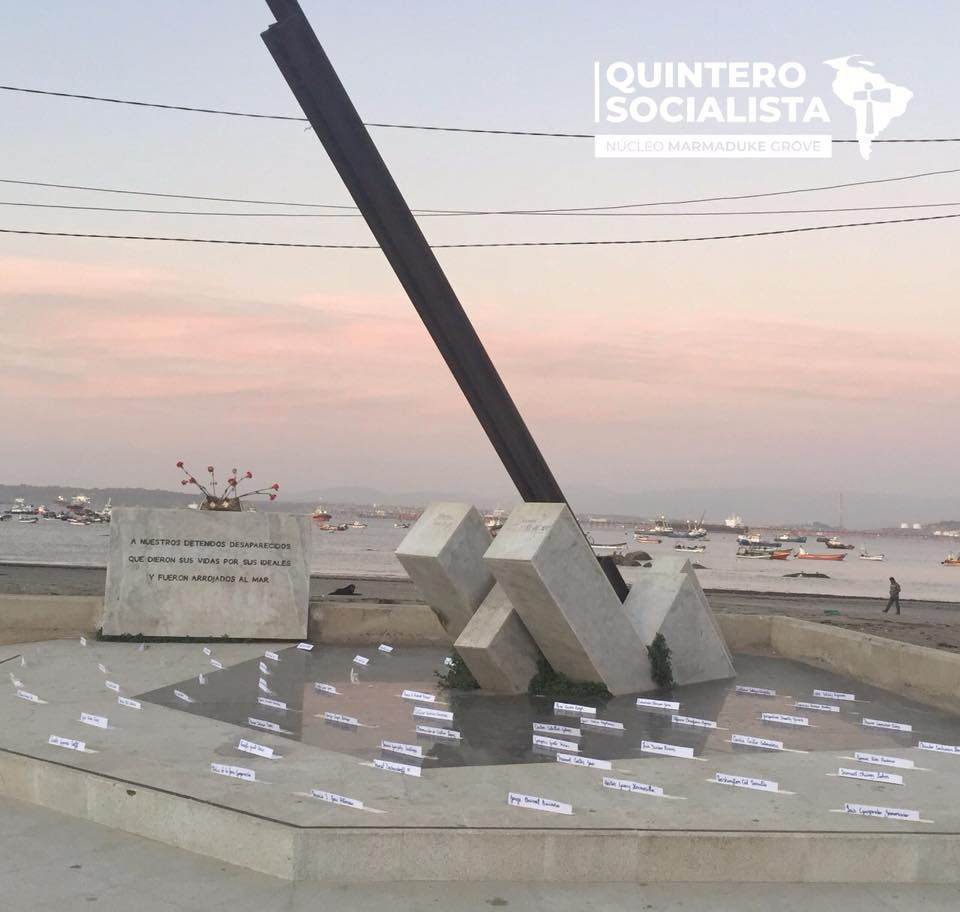
Monumento conmemorativo Quinteros en memoria de los detenidos desaparecidos lanzados al mar

El sábado 4 de septiembre del año 2010, se inauguró este significativo monumento en recuerdo de los detenidos desaparecidos lanzados al mar, en la Caleta el Manzano de Quintero. La iniciativa fue liderada por el centro cultural 119 Esperanzas el cual es presidido por Luisa "Coca" Martínez Jiménez cónyuge de Eduardo Ziede   

### Mural Homenaje a DD.DD y Ejecutados políticos estudiantes de sociología de la U.de Chile
El día 25 de abril del año 2024 en la Universidad Metropolitana de Ciencias de la educación (UMCE) se inauguró un mural memorial que recuerda a  16 estudiantes detenidos desaparecidos y ejecutados políticos durante la Dictadura militar, entre los que se encuentra el nombre de Eduardo Humberto Ziede Gómez.
La obra fue realizada por el artista Francisco Maltez Ramírez, en conjunto con el centro cultural 119 Esperanzas, Presidido por Luisa Martínez, Cónyuge de Eduardo Ziede.
-Claudio Jimeno Grendi 33 años
- Manuel Donoso Dañobeitia 26 años
- Lumi Videla Moya 26 años

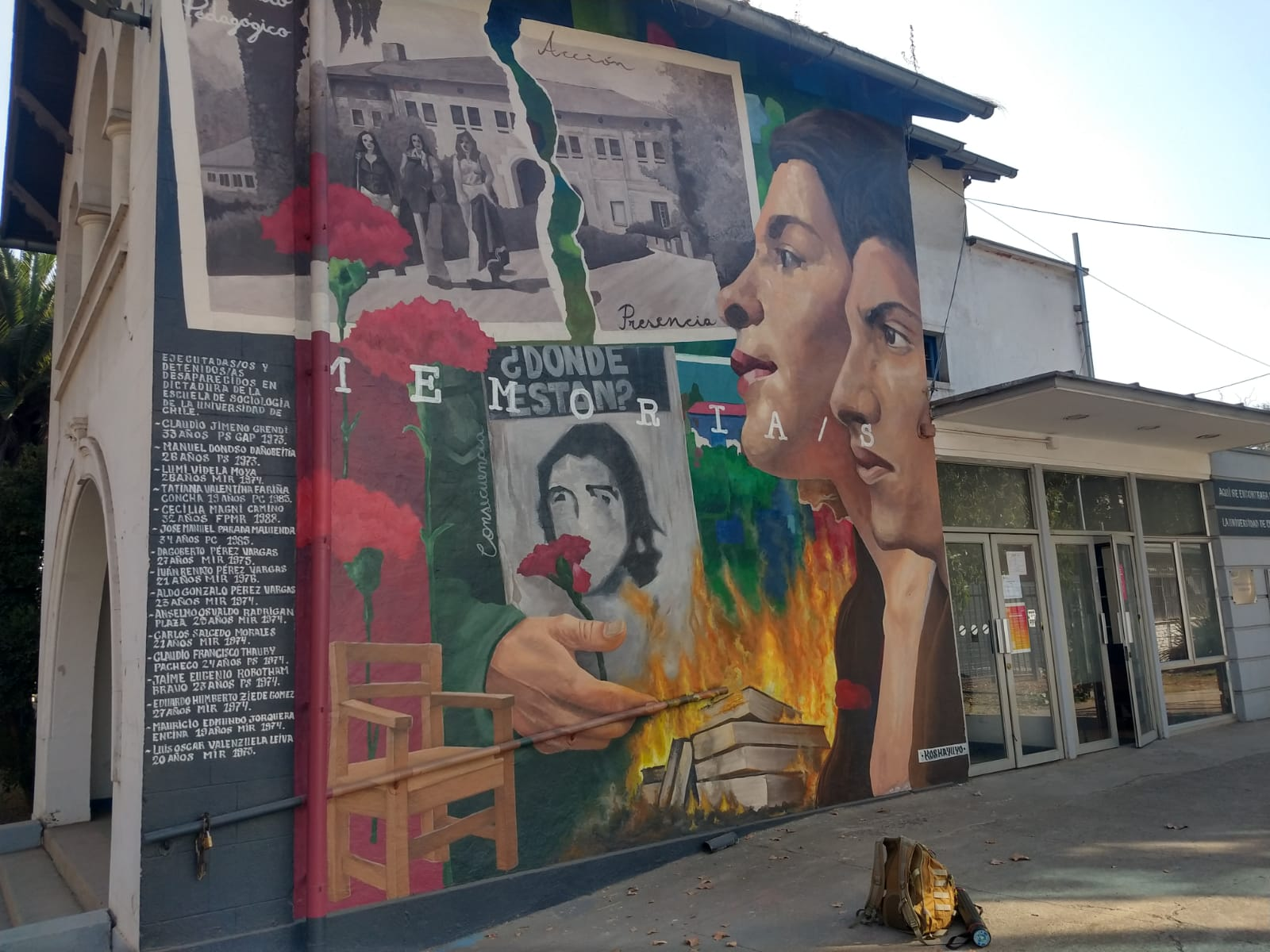
Mural homenaje a los estudiantes de sociología de la Universidad de Chile DD.DD y ejecutados políticos

-Tatiana Valentina Fariña Concha 19 años
-Cecilia Magni Camino 32 años
-José Manuel Parada Maluenda 34 años
-Dagoberto Pérez Vargas 27 años
-Juan Renato Pérez Vargas 21 años
-Aldo Gonzalo Pérez Vargas 23 años
-Anselmo Osvaldo Radrigan Plaza 25 años
-Carlos Salcedo Morales 21 años
-Claudio Francisco Thauby Pacheco 24 años
-Jaime Eugenio Robotham Bravo 23 años
-Eduardo Humberto Ziede Gómez 27 años
-Mauricio Edmundo Jorquera Encina 19 años
- Luis Oscar Valenzuela Leiva 20 años